# Reprezentacja zjednoczonych Koreańczyków w Japonii w piłce nożnej mężczyzn
Reprezentacja zjednoczonych Koreańczyków w Japonii w piłce nożnej mężczyzn – męska drużyna piłkarska reprezentująca urodzonych w Japonii Koreańczyków, z obu państw koreańskich w zawodach międzynarodowych. Za jej funkcjonowanie odpowiedzialny jest Związek Piłkarski Zjednoczonych Koreańczyków w Japonii. W reprezentacji mogą występować wyłącznie zawodnicy posiadający obywatelstwo południowokoreańskie lub północnokoreańskie. Drużyna potocznie nazywana jest Zainichi.
Reprezentacja powstała jako Spin off klubu FC Korea, który występuje w japońskim systemie ligowym. Występują w nim wyłącznie piłkarze narodowości koreańskiej. Związek piłkarski odpowiedzialny za ten zespół został założony w 2015 roku i od tamtego czasu jest członkiem ConIFA – federacji zrzeszającej reprezentacje niebędące członkami FIFA. Rok później Koreańczycy z Japonii zadebiutowali na ConIFA World Football Cup.

## ConIFA World Football Cup
Koreańczycy w Japonii zadebiutowali na mistrzostwach świata reprezentacji nieoficjalnych w 2016 roku na turnieju w Abchazji. Dotarli wtedy do ćwierćfinału. Dwa lata później na turnieju w Anglii (oficjalnie gospodarzem było Baraawe) nie przebrnęli fazy grupowej.
| Rok     | Rezultat          | Ranking ogólny    | Mecze             | Zwycięstwa        | Remisy            | Porażki           | Bramki zdobyte    | Bramki stracone   |
| ------- | ----------------- | ----------------- | ----------------- | ----------------- | ----------------- | ----------------- | ----------------- | ----------------- |
| 2014    | Nie brali udziału | Nie brali udziału | Nie brali udziału | Nie brali udziału | Nie brali udziału | Nie brali udziału | Nie brali udziału | Nie brali udziału |
| 2016    | Ćwierćfinał       | 7                 | 5                 | 1                 | 2                 | 2                 | 4                 | 7                 |
| 2018    | Faza grupowa      | 11                | 6                 | 1                 | 4                 | 1                 | 7                 | 4                 |
| Łącznie | 2/3               |                   | 11                | 2                 | 6                 | 3                 | 11                | 11                |